# Prvenstvo Hrvatske u boćanju 2008.
Prvenstvo Hrvatske u boćanju 2008. godine.
Igra se po liga- i po kup-sustavu. Prvi dio natjecanja se igra po dvokružnom ligaškom sustavu.

## Sudionici
Sudionici su riječki "Benčić Vargon", buzetski "Trio Buzet", porečka "Istra", zagrebački "Zrinjevac", "Imotski", marinićki "Marinić", zablatski "Solaris", splitska "Nada", mlinska "Hidroelektrana" te metkovski "Metković".